# Александр Христов
Александр Іванов Христов (болг. Александър Иванов Христов; нар. 28 липня 1964, Пловдив) — болгарський боксер, срібний призер Олімпійських ігор, чемпіон світу і Європи серед аматорів.

## Спортивна кар'єра
Александр Христов розпочав займатися боксом у 16 років. 1984 року ввійшов до складу збірної Болгарії з боксу.
На чемпіонаті Європи 1985 завоював срібну медаль,
- В 1/8 фіналу переміг Германа Лебера (Австрія) — 5-0
- В чвертьфіналі переміг Релу Ністора (Румунія) — 5-0
- В півфіналі переміг Ярмо Ескелінена (Фінляндія) — 5-0
- В фіналі програв Любиші Сімичу (Югославія) — 1-4.

На чемпіонаті світу 1986 подолав опір двох суперників, а в чвертьфіналі програв Мун Сон Гіль (Південна Корея) — RSCH 2.
На Іграх доброї волі 1986 програв в першому бою.
На чемпіонаті Європи 1987 став чемпіоном.
- В 1/8 фіналу переміг Майка Дівані (Шотландія) — RSC 3
- В чвертьфіналі переміг Любишу Сімича (Югославія) — 5-0
- В півфіналі переміг Рене Брайтбарта (НДР) — 5-0
- У фіналі переміг Юрія Александрова (СРСР) — 5-0.

На Олімпійських іграх 1988 Христов завоював срібну медаль.
- В 1/32 фіналу переміг Петера Анока (Судан) — 4-1
- В 1/16 фіналу переміг Бюн Юн Іл (Південна Корея) — 4-1
- В 1/8 фіналу переміг Джиммі Маянжа (Швеція) — 5-0
- В чвертьфіналі переміг Олександра Артем'єва (СРСР) — 3-2
- В півфіналі переміг Хорхе Елісер Хуліо (Колумбія) — 3-2
- В фіналі програв Кеннеді Маккінні (США) — 0-5

Після Олімпіади 1988 Христов припинив виступи на 2 роки через проблеми зі здоров'ям. Повернувшись в бокс 1990 року, він не відразу зумів повернути собі місце в складі збірної, поступаючись молодшому Серафіму Тодорову, і пропустив Олімпійські ігри 1992. 1993 року Серафім Тодоров перейшов до категорії 57 кг, тож Христов взяв участь в чемпіонаті світу 1993 і став чемпіоном, буквально знищивши своїх суперників.
- В 1/8 фіналу переміг Сіна Флетчера (США) — 16-4
- В чвертьфіналі переміг Ченойдова Даватсерена (Монголія) — 8-0
- В півфіналі переміг Ільхан Гюлер (Туреччина) — 8-0
- В фіналі переміг олімпійського чемпіона 1992 Хоеля Касамайора (Куба) — 13-7

На чемпіонаті Європи 1993 програв в першому бою Раїмкулю Малахбекову (Росія) — 3-10.
1994 року Христов переміг на Кубку світу в Бангкокі, подолавши в півфіналі Іштвана Ковача (Угорщина) — 11-4, а в фіналі — Клавдіу Крістаче (Румунія) — 17-8.
На чемпіонаті Європи 1996 Христов завоював бронзову медаль, програвши в півфіналі Іштвану Ковачу — 1-6.
На Олімпіаді 1996 він програв в першому бою Карлосу Баррето (Венесуела) — 3-9 і завершив виступи.